# Championnat de France de hockey sur glace D2
Cet article concerne le championnat de France de 2e niveau, appelé Division 1. Pour la Division 2, voir Championnat de France de hockey sur glace D3.
La Division 1 est le nom actuel du deuxième échelon du championnat de France de hockey sur glace, derrière la ligue Magnus.

## Formule actuelle
La Division 1 compte 16 équipes. La saison régulière se joue sous forme d'un aller-retour (30 matchs), tous les matchs devant désigner un vainqueur. En cas d'égalité, une prolongation de 10 minutes est instituée selon la règle de la mort subite. Si aucun but n'est marqué pendant la prolongation, les deux équipes disputent une séance de tirs au but (ou tirs de barrage). L'équipe qui remporte le match gagne 3 points, une défaite dans le temps règlementaire n'apporte aucun point, une victoire en prolongation apporte 2 points et une défaite en prolongations ou aux tirs au but rapporte 1 point.
À l'issue de la saison régulière, les 8 premières équipes sont qualifiées pour les séries éliminatoires, qui se jouent au meilleur des 3 matchs. Le 1er rencontre le 8e, le 2e rencontre le 7e, etc. Le premier match se déroule chez le moins bien classé, le deuxième et éventuellement le troisième match chez le mieux classé.
Les équipes classées 13e et 14e sont reléguées en Division 2.

## Historique
En 1927 est créé un Criterium des équipes secondes, pour attirer d'autres clubs à disputer le championnat de France, disputé pour l'instant entre les seuls clubs de Chamonix et Paris. La 2e série est créé en 1931. Comme la ligue Elite, cette division a connu de multiples renommages dans son histoire.

## Palmarès
| Année     | Nom                | Champion                              |
| --------- | ------------------ | ------------------------------------- |
| 1930-1931 | 2e série           | Chamonix II (1)                       |
| 1931-1932 | 2e série           | Racing Club de France II (1)          |
| 1932-1933 | 2e série           | Club des Sports d'Hiver de Paris (1)  |
| 1933-1934 | 2e série           | Chamonix II (2)                       |
| 1934-1935 | 2e série           | Stade Français II (1)                 |
| 1935-1936 | 2e série           | Stade Français II (2)                 |
| 1936-1937 | pas de championnat | pas de championnat                    |
| 1937-1938 | 2e série           | non disponible                        |
| 1938-1939 | 2e série           | non disponible                        |
| 1941-1942 | 2e série           | Chamonix II (3)                       |
| 1942-1943 | 2e série           | Racing Club de France (1)             |
| 1943-1944 | 2e série           | Club des Sports de Glace de Paris (1) |
| 1944-1945 | pas de championnat | pas de championnat                    |
| 1945-1946 | pas de championnat | pas de championnat                    |
| 1946-1947 | 2e série           | Club des Sports de Glace de Paris (2) |
| 1947-1948 | 2e série           | Club olympique Billancourt (1)        |
| 1948-1949 | 2e série           | Chamonix II (4)                       |
| 1949-1950 | 2e série           | Club olympique Billancourt (2)        |
| 1950-1951 | 2e série           | Paris Université Club (1)             |
| 1951-1952 | 2e série           | Chamonix II (5)                       |
| 1952-1953 | 2e série           | Villard-de-Lans (1)                   |
| 1953-1954 | 2e série           | non disponible                        |
| 1954-1955 | 2e série           | non disponible                        |
| 1955-1956 | 2e série           | Saint Gervais (1)                     |
| 1956-1957 | 2e série           | Chamonix II (6)                       |
| 1957-1958 | 2e série           | Villard-de-Lans (2)                   |
| 1958-1959 | 2e série           | non disponible                        |
| 1959-1960 | 2e série           | Villard-de-Lans (3)                   |
| 1960-1961 | 2e série           | US Métro (1)                          |
| 1961-1962 | 2e série           | Saint-Gervais (2)                     |
| 1962-1963 | 2e série           | ACBB II (1)                           |
| 1963-1964 | 2e série           | ACBB II (2)                           |
| 1964-1965 | 2e série           | non disponible                        |
| 1965-1966 | 2e série           | non disponible                        |
| 1966-1967 | 2e série           | non disponible                        |
| 1967-1968 | 2e série           | Grenoble-Villard II (1)               |
| 1968-1969 | 2e série           | Saint Gervais II (1)                  |
| 1969-1970 | 2e série           | non disponible                        |
| 1970-1971 | 2e série           | Grenoble HC (1)                       |
| 1971-1972 | 2e série           | Lyon (1)                              |
| 1972-1973 | 2e série           | A.S. Grenoble (2)                     |
| 1973-1974 | Série B            | Megève (1)                            |
| 1974-1975 | Série B            | Viry-Châtillon (1)                    |
| 1975-1976 | Nationale B        | Tours (1)                             |
| 1976-1977 | Nationale B        | Tours (2)                             |
| 1977-1978 | Nationale B        | Français volants de Paris (1)         |
| 1978-1979 | Nationale B        | Caen (1)                              |
| 1979-1980 | Nationale B        | Lyon (2)                              |
| 1980-1981 | Nationale B        | Epinal (1)                            |
| 1981-1982 | Nationale B        | Amiens (1)                            |
| 1982-1983 | Nationale B        | Lyon (3)                              |
| 1983-1984 | Nationale B        | Français volants de Paris (2)         |
| 1984-1985 | Nationale B        | Rouen (1)                             |
| 1985-1986 | Nationale 2        | Bordeaux (1)                          |
| 1986-1987 | Nationale 1B       | Tours (3)                             |
| 1987-1988 | Nationale 1B       | Viry-Châtillon (2)                    |
| 1988-1989 | Nationale 1B       | Caen (2)                              |
| 1989-1990 | Nationale 1B       | Chamois de Chamonix (1)               |
| 1990-1991 | Division 1         | Viry-Châtillon (3)                    |
| 1991-1992 | Division 1         | Bordeaux (2)                          |
| 1992-1993 | Nationale 2        | Brest (1)                             |
| 1993-1994 | Nationale 2        | Caen (3)                              |
| 1994-1995 | Nationale 1B       | Cherbourg (1)                         |
| 1995-1996 | Division 1         | Gap (1)                               |
| 1996-1997 | Nationale 1B       | Briançon (1)                          |
| 1997-1998 | Nationale 1        | Caen (4)                              |
| 1998-1999 | Nationale 1        | Clermont (1)                          |
| 1999-2000 | Nationale 1        | Brest (2)                             |
| 2000-2001 | Nationale 1        | Villard-de-Lans (4)                   |
| 2001-2002 | Division 1         | Villard-de-Lans (5)                   |
| 2002-2003 | Division 1         | Épinal (2)                            |
| 2003-2004 | Division 1         | Morzine (1)                           |
| 2004-2005 | Division 1         | Mont-Blanc (1)                        |
| 2005-2006 | Division 1         | Étoile noire de Strasbourg (1)        |
| 2006-2007 | Division 1         | Tours (4)                             |
| 2007-2008 | Division 1         | Bisons de Neuilly-sur-Marne (1)       |
| 2008-2009 | Division 1         | Rapaces de Gap (2)                    |
| 2009-2010 | Division 1         | Drakkars de Caen (5)                  |
| 2010-2011 | Division 1         | Bisons de Neuilly-sur-Marne (2)       |
| 2011-2012 | Division 1         | Scorpions de Mulhouse (1)             |
| 2012-2013 | Division 1         | Albatros de Brest (3)                 |
| 2013-2014 | Division 1         | Lions de Lyon (1)                     |
| 2014-2015 | Division 1         | Boxers de Bordeaux (1)                |
| 2015-2016 | Division 1         | Aigles de Nice (1)                    |
| 2016-2017 | Division 1         | Scorpions de Mulhouse (2)             |
| 2017-2018 | Division 1         | Hormadi Anglet (1)                    |
| 2018-2019 | Division 1         | Diables rouges de Briançon (2)        |
| 2019-2020 | Division 1         | non-attribué                          |
| 2020-2021 | Division 1         | Spartiates de Marseille (1)           |
| 2021-2022 | Division 1         | Albatros de Brest (4)                 |
| 2022-2023 | Division 1         | Wildcats d'Épinal (3)                 |
| 2023-2024 | Division 1         | Corsaires de Nantes (1)               |
| 2024-2025 | Division 1         | Wildcats d'Épinal (4)                 |

## Saison 2023-2024
| \| Brest Caen Chambéry Cholet Dunkerque Épinal Meudon Mont-Blanc Morzine-Avoriaz Nantes Neuilly-sur-Marne Strasbourg Tours Valenciennes \| Localisation des clubs engagés dans le championnat de France de Division 1. |
| Brest Caen Chambéry Cholet Dunkerque Épinal Meudon Mont-Blanc Morzine-Avoriaz Nantes Neuilly-sur-Marne Strasbourg Tours Valenciennes                                                                                   |

Les équipes engagées en Division 1 sont au nombre de 14.
| Club                           | Classement 2022-2023 | Entraîneur        | Patinoire                                      | Capacité théorique |
| ------------------------------ | -------------------- | ----------------- | ---------------------------------------------- | ------------------ |
| Wildcats d'Épinal              | 1er                  | Jan Plch          | Patinoire de Poissompré                        | 2 500              |
| Remparts de Tours              | 2e                   | Frank Spinozzi    | Patinoire de Tours                             | 2 316              |
| Corsaires de Dunkerque         | 3e                   | Jonathan Lafrance | Patinoire Michel-Raffoux                       | 1 400              |
| Drakkars de Caen               | 4e                   | Julien Guimard    | Patinoire de Caen la mer                       | 1 499              |
| Albatros de Brest              | 5e                   | Tommy Flinck      | Rïnkla Stadium                                 | 1 500              |
| Étoile noire de Strasbourg     | 6e                   | Daniel Bourdages  | Patinoire Iceberg                              | 2 400              |
| Dogs de Cholet                 | 7e                   | Julien Pihant     | Complexe sportif Glisséo                       | 1 200              |
| Bisons de Neuilly-sur-Marne    | 8e                   | Serge Forcier     | Patinoire municipale de Neuilly-sur-Marne      | 700                |
| Yétis du Mont-Blanc            | 9e                   | Rémi Peronnard    | Patinoire de Saint-Gervais Patinoire de Megève | 1 800 2 900        |
| Corsaires de Nantes            | 10e                  | Martin Lacroix    | Patinoire du Petit Port                        | 1 060              |
| Pingouins de Morzine-Avoriaz   | 12e                  | Anthony Mortas    | Škoda Arena                                    | 1 280              |
| Éléphants de Chambéry          | 13e                  | Pierre Bergeron   | Patinoire Buisson Rond                         | 1 200              |
| Comètes de Meudon              | 2e (Division 2)      | Kévin Arrault     | Patinoire de Meudon                            | 500                |
| Diables rouges de Valenciennes | 5e (Division 2)      | Romain Sadoine    | Patinoire Valigloo                             | 700                |

Légende des couleurs
- Promu de Division 2 2022-2023